# شهرستان پارتیزانسکی (سرزمین پریمورسکی)
شهرستان پارتیزانسکی (به لاتین: Partizansky District) یک شهرستان در روسیه است که در سرزمین پریمورسکی واقع شده‌است.